# Protectorat de l'Afganistan
L'Afganistan va estar sota protectorat de facto de la Gran Bretanya de 1880 a 1919.

## Antecedents
A la mort de l'emir de l'Afganistan Dost Muhammad (1863) aquest va deixar el tron al seu fill Xir Ali Khan, excloent als dos germans grans d'aquest, Afdal Khan i Azam Khan, el que va portar a una guerra civil que va durar cinc anys. Afdal Khan va obtenir alguns èxits inicials però finalment fou derrotat i empresonat mentre el seu fill Abd al-Rahman va fugir a Bukharà.
El 1866 aprofitant que l'emir Shir Ali era a Kandahar, Abd al-Rahman es va apoderar de Kabul mercès a la traïció del general Rafik Khan, que es va girar contra Shir Ali. Afdal Khan fou alliberat i proclamat emir. Shir Ali va restar uns mesos emir a Kandahar però fou derrotat a Kilat-i Ghilzay el 1867 i va perdre aquesta ciutat. Poc després va morir l'emir Afdal i el seu fill Abd al-Rahman (que tenia ambicions al tron) va sostenir les reclamacions del seu oncle Azam Khan, però les forces d'aquest i d'Abd al-Rahman associades, foren derrotades per Shir Ali (i els seus fill Yakub Khan i Zana Khan) prop de Gazni, recuperant Shir Ali el domini de Kabul i sent restaurat com emir de l'Afganistan. Abd al-Rahman va fugir a Waziristan i després a Pèrsia (Mashad), a Khivà, Samarcanda i Taixkent buscant el suport del governador rus del Turquestan, general Kaufmann, que no va aconseguir i es va quedar pensionat a Samarcanda.

## Establiment del protectorat
El 1872 els russos van ocupar Khivà. Shir Ali va demanar protecció als britànics que s'hi van negar i va fer aliança amb els russos. Finalment va esclatar la Segona guerra angloafganesa (1878-1880); Xir Ali fou derrotat pels britànics a va morir en la fugida; el seu fill i successor Muhammad Yakub Khan, va reconèixer la sobirania britànica sota certes condiciones: cedia els congost de Khyber, Paibar i Khodjak i consentia en el nomenament d'un resident britànic a Kabul que controlaria les relacions exteriors. Yakub va anomenar al seu germà Ayyub Khan com emir d'Herat (març de 1880). Però al cap de poc temps Yakub no va aconseguir mantenir el control de les tribus; el resident britànic Louis Cavagnari fou assassinat el 3 de setembre de 1879, el que va obligar a una segona campanya dels britànics que va aconseguir la rendició de Yakub Khan, que fou exiliat a l'Índia Britànica quedant el tron vacant; el cap dels rebels de Kabul, mullah Muskh-i Alim, es va retirar cap al sud, en direcció a Gazni, i es va emportar amb ell a Musa Jan, el fill petit de Yakub Khan. El 24 de desembre de 1879 Musa Jan fou proclamat allí com emir pel rebels.
Els britànics estaven en mala situació en un país enemic molt mal comunicat, i havien de buscar un sobirà acceptable doncs, davant l'expansió russa, els britànics volien establir un Afganistan fort i amic que fes de tampó entre els dominis russos a Turquestan i els britànics a l'Índia. A la primavera del 1880 Abd al-Rahman Khan, que estava refugiat a Rússia, es va presentar al Turquestan Afganès amb nombrosos seguidors i va establir el seu control de la part al nord de l'Hindu Kush amb seu a Kunduz, si bé tenia pocs partidaris notables al sud, especialment al Kohistan, però aviat els notables kohistanis Mir Bacha i Khoja Jan, que donaven suport a Musa Jan, es van declarar a favor de Abd al-Rahman Khan. Els britànics havien portar tropes des de la presidència de Bengala, les quals van entrar a l'Afganistan pel pas de Bolan i es van dirigir a Gazni. En la seva marxa van arribar a Kalat-i Ghilzai sense gaire oposició però a partir d'allí la resistència es va concentrar; el 19 d'abril una força de 15.000 guerrers tribals els va enfrontar a una població a uns 25 km de Gazni, en els turons que dominaven el camí cap a Gazni; la majoria eren ghilzai però també hi havia durranis de Kandahar i alizais de Zamindawar (dirigits pel valent Ahmed Khel, mort a la lluita). Després d'una batalla d'una hora els guerrers foren dispersats deixant mil morts al camp de batalla, i els britànics van entrar a Gazni el 21 d'abril de 1880. Posteriorment els britànics ja no van trobar oposició en el seu camí a Kabul.
El tron fou finalment ofert a Abd al-Rahman (juliol de 1880) en determinades condicions que deixaven notable influència als britànics, condicions acceptades per Abd al-Rahman a la conferència de Zimma el 31 de juliol i 1 d'agost de 1880. La província de Kandahar seria un emirat semiautònom pel qual el govern de Lord Lytton va escollir a un membre dels sadozai, anomenat també Shir Ali, amb el títol de wali de Kandahar, però Ayyub Khan, emir d'Herat i fill del difunt emir Shir Ali Khan (i cosí germà d'Abd al-Rahman) el va atacar i el va derrotar ocupant Kandahar; les tropes britàniques enviades sota comandament del general Burrows foren derrotades a Maiwand el 27 de juliol de 1880, però Lord Frederick Roberts va efectuar una marxa ràpida de Kabul a Kandahar i va aconseguir derrotar a Ayyub que es va haver de retirar cap al seu emirat original d'Herat. La primavera següent (1881) els britànics es van començar a retirar de l'Afganistan
Quan Abd al-Rahman Khan va ser nomenat emir de l'Afganistan, va intentar estendre la seva autoritat a tot el país (Badakhxan occidental fou annexionat el 1881) i el juliol de 1881 Ayyub Khan d'Herat, com que els britànics havien iniciat la retirada del país, li va declarar la guerra al·legant que era un emir il·legítim perquè havia estat nomenat pels anglesos, i es va apoderar altre cop de Kandahar recuperant aquest emirat; però Abd al-Rahman es va presentar a la ciutat i en una batalla a les planes de Kandahar, sota els murs de la mateixa ciutat, Ayyub fou derrotat perdent tota la seva artilleria i equipament (setembre) i el va obligar a retirar-se cap a Herat; Abd al-Rahman va marxar contra aquesta ciutat en què finalment van entrar el 2 d'octubre. Ayyub es va haver de retirar cap a Mashad a Pèrsia. Mentre Rússia va ocupar Kush i es preparava per ocupar el Pandjih (Pendjeh), el que feia presagiar la guerra contra Gran Bretanya però amb la mediació d'Alemanya es va signar un convenia que establia la frontera entre Rússia i l'emirat de Kabul al riu Murgab (el que deixava el Pandjih per Rússia). El 1883 el marques de Ripon va renovar les garanties britàniques i va concedir un subsidi anual de 1.850.000 rúpies a l'emir de Kabul (ara emir de l'Afganistan) per pagar a les seves tropes i per les despeses de protecció de la frontera del nord-oest (de l'Índia Britànica).
El 1887 Ayyub Khan va fer un darrer intent de recuperar l'emirat de Kandahar, durant la revolta dels ghalzai (1886-1887); va envair Afganistan i va provar d'establir-se a Herat i Kandahar, però fou derrotat i va haver de fugir cap a l'Índia Britànica. També va intentar aixecar-se el 1888 Ishak Khan, fill d'Azam Khan, però fou derrotat. El país independent de l'Hazarajat (que pagava tribut a l'emir a canvi del lliure comerç) fou conquerit el 1891 i la seva població massacrada durant la conquesta (1891-1893). El 1893 es va delimitar la "Línia Durand" com a frontera oriental amb els territoris de l'Índia Britànica. El Kafiristan, a l'oest de Chitral, poblat per tribus kafir que no eren musulmanes, fou annexionat el 1896, i els kafirs esdevingueren musulmans i el país rebatejat Nuristan.
Abd al-Rahman Khan va morir el 1901 i el va succeir el seu fill Habibullah Khan, que va iniciar tímides reformes (un hospital modern, una escola militar, una escola civil i algunes reformes legals, especialment modificació de les penes als criminals) i va desmantellar l'organització de intel·ligència interna establerta pel seu pare. Va tenir bones relacions amb els britànics amb els que va signar un tractat d'amistat el 1905 i va visitar l'Índia Britànica el 1907. El 1914 es va declarar neutral en la I Guerra Mundial. Fou assassinat durant una cacera a la província de Laghman el 20 de febrer de 1919 i va pujar al tron el seu germà Nasrullah Khan que va conservar el poder fins al 28 de febrer següent (o sigui una setmana) sent aleshores enderrocat i empresonat per Amanullah Khan, el tercer fill d'Habibullah.
Poc després Amanullah va aprofitar la revolució russa i la situació complicada a l'Àsia central per atacar l'Índia Britànica el 2/3 de maig de 1919 donant inici a la Tercera guerra angloafganesa. Però la presència d'un avió damunt de Kabul va aconsellar a l'emir de demanar la pau que Gran Bretanya, que com que s'havia de recuperar de la guerra recentment acabada, va acceptar; es va signar un armistici a Rāwalpindi el 8 d'agost de 1919 i en el tractat l'Afganistan quedava completament fora de la influència britànica, quedant suprimida la intervenció britànica en les relacions exteriors però també abolida la subvenció britànica a l'emirat.

## Residents britànics (primera guerra)
- Sir Alexander Burnes 1837 - 1841
- William Hay McNaghten 1839 - 1841
- Eldred Pottinger 1841 - 1842

## Agents Britànics Natius (Vakils)
- Nawab Foujdar Khan 1856 - 1859
- Ghulam Husain Khan Allizai 1859 - 1865
- Bukhiar Khan (interí) 1864 - 1868
- Attah Muhammad Khan Khagwani 1868 - 1878

## Residents Britànics (segona guerra)
- Louis Napoleon Cavagnari 1879
- Lepel Henry Griffin 1880 - 1881

### Comandants militars
- Sir Frederick Sleigh Roberts 1879 - 1880
- Donald Martin Stewart 1800
- Sir Frederick Sleigh Roberts 1880

## Agents britànics (Musulmans indis Agents del govern de l'Índia Britànica)
- Sirdar Muhammad Afzal Khan 1882 - 1885
- Mirza Atta-ullah Khan Sardar 1885 - 1891
- Sardar Muhammad Afzal Khan 1891 - 1894 (segona vegada)
- Muhammad Izzat Khan (interí) 1894
- Muhammad Akram Khan 1894 - 1895
- Vacant 1895 - 1897
- Maulvi Ghaffur Khan 1897 - 1900
- Hafiz Muhammad Nawaz Khan 1900 - 1903
- Malik Khuda Bakhsh Tawana 1903 - 1907
- Fakir Sajyid Iftikhar-ud-Din 1907 - 1910
- Malik Talib Mahdi Khan 1910 - 1913
- Hafiz Saifullah Khan 1913 - 1919